# Carlo Tacchini
Carlo Tacchini (Verbania, 25 de enero de 1995) es un deportista italiano que compite en piragüismo en la modalidad de aguas tranquilas.
Participó en dos Juegos Olímpicos de Verano, obteniendo una medalla de plata en París 2024, en la prueba de C2 500 m, y el séptimo lugar en Río de Janeiro 2016, en C1 1000 m.
Ganó dos medallas en el Campeonato Mundial de Piragüismo, plata en 2017 y bronce en 2021, y nueve medallas en el Campeonato Europeo de Piragüismo entre los años 2018 y 2025. En los Juegos Europeos de Cracovia 2023 consiguió una medalla de oro en la prueba de C2 500 m.

## Palmarés internacional
| Juegos Olímpicos   | Juegos Olímpicos         | Juegos Olímpicos  | Juegos Olímpicos |
| Año                | Lugar                    | Medalla           | Competición      |
| ------------------ | ------------------------ | ----------------- | ---------------- |
| 2024               | París (Francia)          | Medalla de plata  | C2 500 m         |
| Campeonato Mundial |                          |                   |                  |
| Año                | Lugar                    | Medalla           | Competición      |
| 2017               | Račice (República Checa) | Medalla de plata  | C1 500 m         |
| 2021               | Copenhague (Dinamarca)   | Medalla de bronce | C1 500 m         |
| Juegos Europeos    |                          |                   |                  |
| Año                | Lugar                    | Medalla           | Competición      |
| 2023               | Cracovia (Polonia)       | Medalla de oro    | C2 500 m         |
| Campeonato Europeo |                          |                   |                  |
| Año                | Lugar                    | Medalla           | Competición      |
| 2018               | Belgrado (Serbia)        | Medalla de bronce | C1 1000 m        |
| 2018               | Belgrado (Serbia)        | Medalla de bronce | C1 5000 m        |
| 2021               | Poznań (Polonia)         | Medalla de bronce | C1 5000 m        |
| 2022               | Múnich (Alemania)        | Medalla de bronce | C1 1000 m        |
| 2022               | Múnich (Alemania)        | Medalla de bronce | C1 5000 m        |
| 2024               | Szeged (Hungría)         | Medalla de oro    | C2 1000 m        |
| 2024               | Szeged (Hungría)         | Medalla de bronce | C2 500 m         |
| 2025               | Račice (República Checa) | Medalla de oro    | C2 500 m         |
| 2025               | Račice (República Checa) | Medalla de bronce | C1 5000 m        |